# Robert Mackenzie (Politiker)

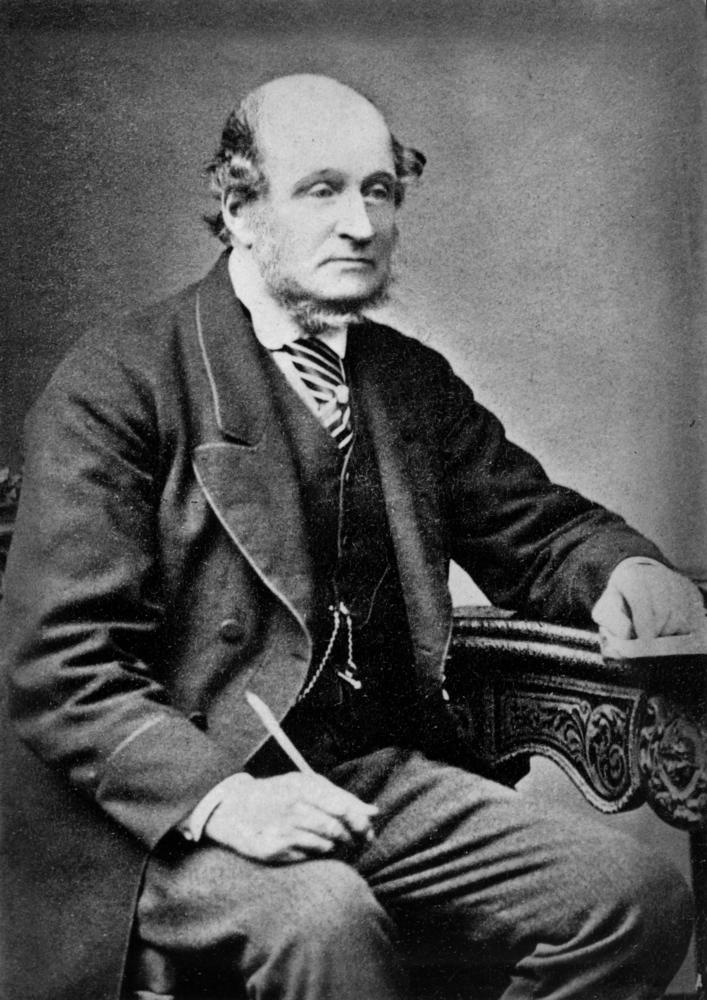
Robert Ramsay Mackenzie (1867)

Sir Robert Ramsay Mackenzie, 10. Baronet (* 21. Juli 1811 in Coul, Ross-shire, Schottland; † 19. September 1873 in London) war ein britischer Politiker und Landspekulant, der im damals von den Briten als Kolonie beherrschten Australien wirkte. Von August 1867 bis November 1868 war er Premierminister der Kolonie Queensland.

## Leben
Robert Ramsay Mackanzie wurde 1811 in Coul auf dem schottischen Landsitz seiner Familie als Sohn von Mary und George Steuart Mackenzie, 7. Baronet in die Familie der Mackenzie Baronets geboren. In seiner Jugend erhielt er eine private Schulausbildung. Er hatte neun Geschwister: drei Schwestern, drei ältere Brüder und drei jüngere Brüder. 1832 wanderte er von Großbritannien in das damals unter britischer Kolonialherrschaft stehende Australien aus, wo er im April 1832 in Sydney ankam. In Australien lebte bereits sein jüngster Bruder, Reverend James Mackenzie. Zusammen mit seinem Bruder versuchte er, über Landspekulation zu Reichtum zu kommen. Gleichzeitig erwarb Mackenzie selbst von Hannibal Hawkins Macarthur eine Schafsherde und ließ diese in Riddlesdale nahe Dungog in New South Wales weiden. 1837 zahlte er seinen Bruder mit 3.000 £ aus und kappte die geschäftlichen Verbindungen zu ihm vollständig. Stattdessen erwarb er nun in der Region New England zunächst die Salisbury Station und ließ seine neue Farm von einem Manager verwalten, während er selbst in Sydney wohnte. Binnen der nächsten zwei Jahre verschuldete er sich allerdings und musste seine Familie in Schottland um Geld bitten. Mit dem Kauf weiterer Stationen versuchte er, finanziell auf sichere Beine zu kommen, verschuldete sich tatsächlich immer mehr. Anfang der 1840er musste er nach und nach den Großteil seiner landwirtschaftlichen Areale verkaufen, unter anderem an Matthew Henry Marsh und Stuart Alexander Donaldson. Schließlich ging er bankrott und musste Insolvenz anmelden, konnte aber mit unklaren Einkommensquellen einen gewissen Lebensstandard in Sydney beibehalten. Für Stuart Donaldson fungierte er schließlich zeitweise als Manager von einem seiner Bauernhöfe.
Kurz nachdem er 1846 offiziell die Insolvenz überwunden hatte, heiratete er Louisa Alexandrina Jones († 1906), die Tochter des Politikers Richard Jones. In den nächsten Jahren wurden die beiden Eltern vierer Töchter und eines Sohnes. 1847 wurde Mackenzie öffentlicher Beamter, ging aber später wieder unter die Landbesitzer. In den 1850ern hatte er an der australischen Ostküste an verschiedenen Orten Ländereien gepachtet, konzentrierte sich aber zusehends auf die nördlichen Bereichen der damaligen Kolonie New South Wales. Er war Miteigentümer der Trust and Agency Co. of Australasia und wohnte in New Farm, heute ein Vorort von Brisbane. Unter anderem profitierte er von einem Goldfund auf einem der von ihm gepachteten Areale. Derweil betätigte er sich im nördlichen Territorium der Kolonie New South Wales auch politisch und plädierte für die Errichtung einer separaten Kolonie in diesem Gebiet. Als das Areal unter dem Namen Queensland tatsächlich eine eigene britische Kolonie wurde, übernahm Mackenzie fortan auch politische Positionen. 1859 wurde er von Gouverneur George Ferguson Bowen zum Kolonialschatzmeister im Kabinett des ersten Premierministers Queenslands, Robert Herbert, ernannt, ab 1860 vertrat er den Wahlkreis Burnett in der Legislative Assembly of Queensland. Als Minister wandte er sich gegen die Expedition von George Elphinstone Dalrymple zum Burdekin River und dessen Ansprüche auf das dortige Gebiet (Kennedy District). Gleichzeitig engagierte er sich auch in der Bildungspolitik, saß im  Board of National Education und war ab 1860 Vorsitzender des Board of General Education. 1862 trat er von dieser Funktion zurück, als sich das Parlament von Queensland entgegen seiner Meinung für Subventionen für konfessionelle Schulen aussprach. Noch im gleichen Jahr trat er auch als Schatzmeister zurück, nachdem Arthur Macalister neuer Premierminister geworden war, hatte er sich doch selbst Chancen auf Herberts Nachfolge ausgemacht. Mackenzie wurde schließlich einer der profiliertesten Kritiker Macalisters.
Im Februar 1866 trat er doch noch Macalisters Kabinett als Kolonialminister bei, doch Macalisters Regierung musste bereits im Juli des gleichen Jahres selbst zurücktreten. Anschließend kehrte kurz Herbert als Premierminister zurück, bevor Macalister doch noch ein neues Kabinett formte. Wieder im Streit mit Mackenzie, nominierte Macalister Mackenzie diesmal nicht für einen Kabinettsposten. Stattdessen agierte Mackenzie in den folgenden Monaten erneut als führender Politiker der Opposition und kritisierte die Regierung Macalisters insbesondere dafür, Landpolitik zuungunsten der Squatter zu betreiben. Im August 1867 trat Macalister zurück und Mackenzie folgte ihm als neuer Premierminister nach. Er versuchte, politisch besonders die Interessen der Squatter und Landspekulanten zu vertreten, musste aber häufig mit mangelndem Rückhalt und einer schwachen Position kämpfen. Bereits im August 1868 bot er nach zwei verlorenen Abstimmungen im Parlament Gouverneur Samuel Blackall seinen Rücktritt an, dieser löste aber stattdessen das Parlament aus. Nach der Neuwahl wurde Mackenzie nur mit der doppelten Stimme des Parlamentssprechers nach Stimmenpatt zum neuen Premierminister gewählt und trat daraufhin endgültig zurück. In Schottland war nach dem Tod seines Vaters 1848 zunächst sein älterer Bruder Alexander (1805–1856) und nach dessen Tod sein zweitältester Bruder William (* 1806) neuer Baronet Mackenzie geworden. Als William 1868 starb, folgte ihm Robert als 10. Baronet nach, weil sein drittältester Bruder George (1807–1839) ebenfalls schon gestorben war. Zunächst blieb Mackenzie noch in Australien, bereitete sich aber bald darauf vor, nach Großbritannien zurückzukehren. 1869 trat er von seinem Parlamentssitz zurück, es dauerte aber noch zwei weitere Jahre, bis er in sein Geburtsland einschiffte. Dort zog er auf seinen Familiensitz nach Schottland, entwickelte aber bald gesundheitliche Probleme. Auf ärztlichen Rat sollte er 1873 wärmere Gefilde aufsuchen, starb aber während der Reise in London im Alter von 62 Jahren am 19. September 1973 um 13 Uhr Ortszeit. Er hinterließ seine Frau und seine fünf Kinder, sein einziger Sohn Arthur Mackenzie folgte ihm als gerade einmal Zehnjähriger als 10. Baronet nach.